# Речкино
Речкино — село в Белозерском районе Курганской области. Административный центр Речкинского сельсовета.

## История
До 1917 года входило в состав Усть-Суерской волости Курганского уезда Тобольской губернии. По данным на 1926 год состояло из 148 хозяйств. В административном отношении являлась центром Речкинского сельсовета Белозерского района Курганского округа Уральской области.

## Население
| 1782 | 1868 | 1912 | 1926 | 1989 | 2002 | 2010 |
| ---- | ---- | ---- | ---- | ---- | ---- | ---- |
| 119  | ↗481 | ↗592 | ↗633 | ↘265 | ↘186 | ↘147 |

По данным переписи 1926 года в селе проживало 633 человека (285 мужчин и 348 женщины), в том числе: русские составляли 99 % населения.